# Díszdiploma
Azok a felsőfokú végzettséget szerzett diplomás személyek, akik oklevelüket legalább 50 évvel korábban szerezték a megfelelő felsőfokú vagy jogelőd intézményében, díszoklevélre jogosultak.
Fokozatok:
| Aki legalább | 50     | 60       | 65   | 70     | 75      | 80     | éve végzett,    |
| ------------ | ------ | -------- | ---- | ------ | ------- | ------ | --------------- |
| az           | arany- | gyémánt- | vas- | rubin- | gránit- | zafír- | diplomás lehet. |

A díszoklevél nem jár automatikusan – kérvényezni kell, a megfelelő intézmény megfelelő kari tanácsától.
A díszoklevél megszerzéséhez általában kiköthető megfelelő – rendszerint 25-30 év – szakmai tevékenység.
A díszoklevél általában nem jár együtt semmilyen anyagi juttatással.
Szokás, hogy önkormányzatok bizonyos szakmákban – leginkább a pedagógusok körében – meghirdetik a díszdiploma-kérvényezés lehetőségét, leginkább azok számára, akiknek a képző intézménye jogutód nélkül megszűnt – ilyen lehetőség igényléséhez nyilván helybenlakás igazolása is szükséges.